# Hanshin Juvenile Fillies
 (juillet 2025).
Si vous disposez d'ouvrages ou d'articles de référence ou si vous connaissez des sites web de qualité traitant du thème abordé ici, merci de compléter l'article en donnant les références utiles à sa vérifiabilité et en les liant à la section « Notes et références ».
Groupe 1

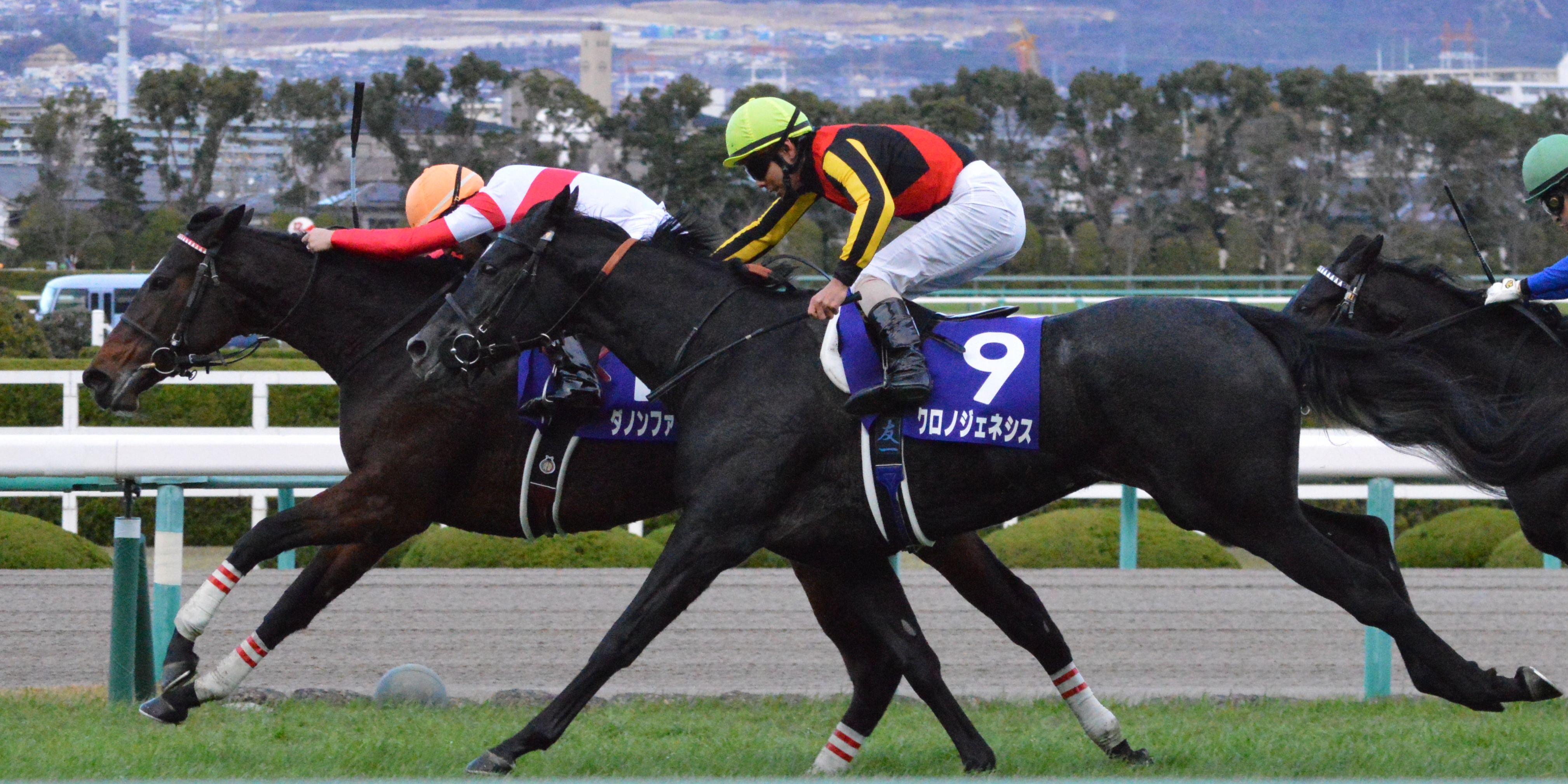
Arrivée de l'édition 2018

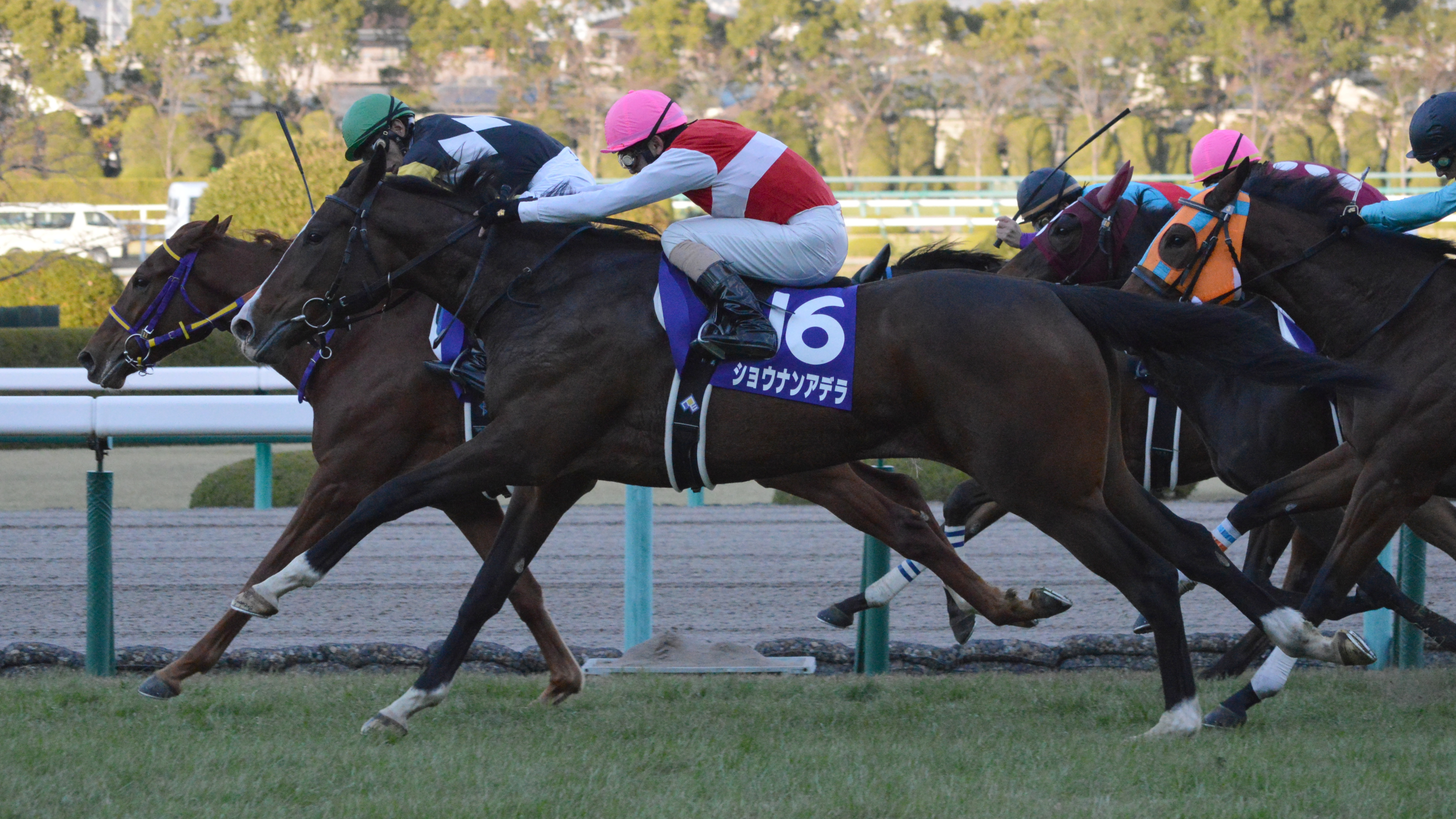
Arrivée de l'édition 2014

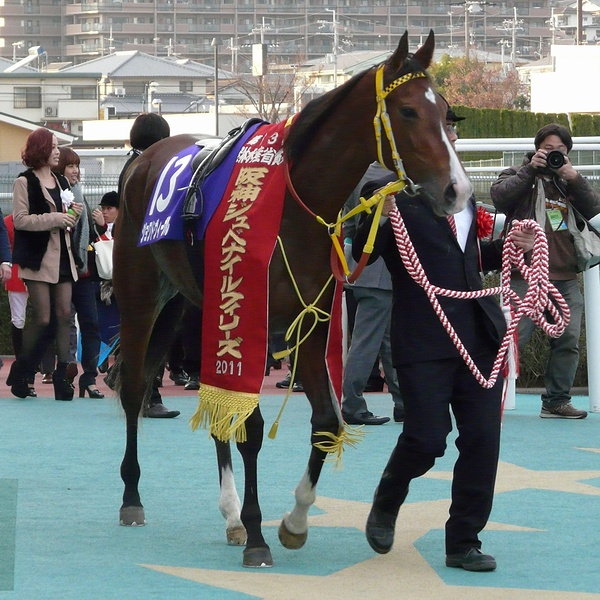
Joie de Vivre après sa victoire en 2011

Les Hanshin Juvenile Fillies (阪神ジュベナイルフィリーズ) est une course hippique de plat se déroulant en décembre sur l'Hippodrome de Hanshin, dans la ville de Takarazuka, Hyōgo, au Japon.

## Caractéristiques
Créée en 1949, c'est une course de Grade I réservée aux pouliches de 2 ans et disputée sur 1 600 mètres sur gazon, corde à droite. L'allocation s'élève à ¥ 140 200 000. Le record de l'épreuve appartient à Resistencia, avec un chrono de 1'32"70 en 2019. 
La course réunit les meilleures 2 ans du pays, même si elles peuvent choisir d'affronter les mâles dans l'épreuve équivalente pour eux, les Asahi Hai Futurity Stakes, qui se déroulent une semaine plus tard sur le même hippodrome. Trois courses qualificatives donnent accès à cette finale, les Artemis Stakes, les Fantasy Stakes et les Keio Hai Nisai Stakes. La lauréate des Hanshin Juvenile Fillies est souvent sacrée pouliche de 2 ans de l'année au Japon.

## Palmarès depuis 1991
| Année | Vainqueur         | Père               | Jockey             | Entraîneur           | Propriétaire               | Deuxième          | Troisième        | Temps   |
| ----- | ----------------- | ------------------ | ------------------ | -------------------- | -------------------------- | ----------------- | ---------------- | ------- |
| 2024  | Arma Veloce       | Harbinger          | Mirai Iwata        | Hiroyuki Uemura      | Teruo Ono                  | Vip Daisy         | Teleos La La     | 1'33"40 |
| 2023  | Ascoli Piceno     | Daiwa Major        | Hiroshi Kitamura   | Yoichi Kuroiwa       | Sunday Racing Co. Ltd      | Stellenbosch      | Corazon Beat     | 1'32"60 |
| 2022  | Liberty Island    | Duramente          | Yuga Kawada        | Mitsumasa Nakauchida | Sunday Racing              | Shinryokuka       | Doe Eyes         | 1'33"10 |
| 2021  | Circle of Life    | Epiphaneia         | Mirco Demuro       | Sakae Kunieda        | Masatake Iida              | Lovely Your Eyes  | Water Navillera  | 1'33"80 |
| 2020  | Sodashi           | Kurofune           | Hayato Yoshida     | Naosuke Sugai        | Kaneko Makoto Holdings     | Satono Reinas     | Uberleben        | 1'33"10 |
| 2019  | Resistencia       | Daiwa Major        | Yuichi Kitamura    | Takeshi Matsushita   | U Carrot Farm              | Maltese Diosa     | Cravache Dor     | 1'32"70 |
| 2018  | Danon Fantasy     | Deep Impact        | Cristian Demuro    | Mitsumasa Nakauchida | Danon Co Ltd               | Chrono Genesis    | Beach Samba      | 1'34"10 |
| 2017  | Lucky Lilac       | Orfevre            | Shu Ishibashi      | Mikio Matsunaga      | Sunday Racing              | Lily Noble        | Mau Lea          | 1'34"30 |
| 2016  | Soul Stirring     | Frankel            | Christophe Lemaire | Kazuo Fujisawa       | Shadai Race Horse Co. Ltd  | Lys Gracieux      | Reine Minoru     | 1'34"00 |
| 2015  | Major Emblem      | Daiwa Major        | Christophe Lemaire | Yasuhito Tamura      | Sunday Racing Co. Ltd      | Win Fabulous      | Blanc Bonheur    | 1'34"50 |
| 2014  | Shonan Adela      | Deep Impact        | Masayoshi Ebina    | Yoshitaka Ninomiya   | Tetsuhide Kunimoto         | Let's Go Donki    | Kokorono Ai      | 1'34"40 |
| 2013  | Red Reveur        | Stay Gold          | Keita Tosaki       | Naosuke Sugai        | Tokyo Horse Racing Co. Ltd | Harp Star         | Forevermore      | 1'33"90 |
| 2012  | Robe Tissage      | War Emblem         | Shinichiro Akiyama | Naosuke Sugai        | Silk Co. Ltd.              | Kurofune Surprise | Red Cecilia      | 1'34"20 |
| 2011  | Joie de Vivre     | Deep Impact        | Yuichi Fukunaga    | Hiroyoshi Matsuda    | Sunday Racing Co. Ltd      | Im Yours          | Sound of Heart   | 1'34"90 |
| 2010  | Reve d'Essor      | Agnes Tachyon      | Yuichi Fukunaga    | Hiroyoshi Matsuda    | Sunday Racing Co. Ltd      | Whale Capture     | Rice Terrace     | 1'35"70 |
| 2009  | Apapane           | King Kamehameha    | Masayoshi Ebina    | Sakae Kunieda        | Kaneko Makoto Holdings     | Animate Bio       | Best Cruise      | 1'34"90 |
| 2008  | Buena Vista       | Special Week       | Katsumi Ando       | Hiroyoshi Matsuda    | Sunday Racing Co. Ltd      | Danon Berbere     | Mikrokosmos      | 1'35"20 |
| 2007  | Tall Poppy        | Jungle Pocket      | Kenichi Ikezoe     | Katsuhiko Sumii      | Carrot Farm                | Reve d'Amour      | Aim At Vip       | 1'33"80 |
| 2006  | Vodka             | Tanino Gimlet      | Hirofumi Shii      | Katsuhiko Sumii      | Yuzo Tanimizu              | Aston Machan      | Luminous Harbor  | 1'33"10 |
| 2005  | T M Precure       | Paradise Creek     | Shigefumi Kumazawa | Tadao Igarashi       | Masatsugu Takezono         | Secret Code       | Fusaichi Pandora | 1'37"30 |
| 2004  | Shonan Peintre    | Sunday Silence     | Yutaka Yoshida     | Yokichi Okubo        | Tetsuhide Kunimoto         | Ambroise          | Rhein Kraft      | 1'35"20 |
| 2003  | Yamanin Sucre     | Tokai Teio         | Hirofumi Shii      | Hidekazu Asami       | Hajime Doi                 | Yamanin Alcyon    | Concordia        | 1'35"90 |
| 2002  | Peace of World    | Sunday Silence     | Yuichi Fukunaga    | Masahiro Sakaguchi   | Tadashi Iida               | Yamakatsu Lily    | Blanc Pur        | 1'34"70 |
| 2001  | Tamuro Cherry     | Secreto            | Olivier Peslier    | Masato Nishizono     | Tamuro Taniguchi           | Arrow Carry       | Osumi Cosmo      | 1'35"10 |
| 2000  | T M Ocean         | Dancing Brave      | Masaru Honda       | Katsuichi Nishuira   | Masatsugu Takezono         | Daiwa Rouge       | Reward Anser     | 1'34"60 |
| 1999  | Yamakatsu Suzuran | Jade Robbery       | Michael Kinane     | Kaneo Ikezoe         | Hiroyasu Yamada            | Gaily Funky       | Mayano Maybe     | 1'35"60 |
| 1998  | Stinger           | Sunday Silence     | Norihiro Yokoyama  | Kazuo Fujisawa       | Teruya Yoshida             | Eishin Le Mars    | God In Chief     | 1'37"00 |
| 1997  | Ein Bride         | Commander In Chief | Yoshihiro Furukawa | Toru Miya            | Miyoji Araki               | Kynthia           | Dantsu Sirius    | 1'35"80 |
| 1996  | Mejiro Dober      | Mejiro Ryan        | Yutaka Yoshida     | Yokichi Okubo        | Mejiro Shoji Inc.          | She's Princess    | Super Dress      | 1'34"60 |
| 1995  | Biwa Heidi        | Caerleon           | Koichi Tsunoda     | Mitsumasa Hamada     | Biwa                       | Air Groove        | Ibuki Perceive   | 1'35"30 |
| 1994  | Yamanin Paradise  | Danzig             | Yutaka Take        | Kunikazu Asami       | Doi Shoji                  | Starlight Mary    | Eishin Berlin    | 1'34"70 |
| 1993  | Hishi Amazon      | Theatrical         | Eiji Nakadate      | Takayoshi Nakano     | Masaichiro Abe             | Robe Montante     | Keiai Melody     | 1'35"90 |
| 1992  | Suehiro Jo O      | Tosho Pegasus      | Hiromasa Tamogi    | Takeshi Yoshinaga    | Otojiro Kobayashi          | Meine Pixy        | Kashiwas Venus   | 1'37"90 |
| 1991  | Nishino Flower    | Majestic Light     | Masao Sato         | Masahiro Matsuda     | Masayuki Nishiyama         | Sanei Thank You   | Shinko Lovely    | 1'36"20 |